# 覇権安定論
覇権安定論（はけんあんていろん、英語: Hegemonic Stability Theory, HST）は、国際関係論および国際政治経済学の理論、とくに現実主義の系譜に位置づけられる理論である。覇権安定論は、ひとつの国民国家が世界的な支配的大国、すなわち覇権国であるとき、国際システムが安定すると主張する。外交、強制力、説得などを通じて覇権国がリーダーシップを行使するとき、実際には「パワーの優位性」を行使しているのである。このことは、国際政治および国際経済の諸関係のルールや布置を支配する国家の能力、すなわち覇権と呼ばれる。 
覇権に関する研究は二つの学派、つまり現実主義学派とシステム学派に大別できる。二つの主要な理論がこれらの学派から登場してきた。ロバート・コヘインが最初に「覇権安定の理論」と呼んだものは、現実主義学派の二つの主要なアプローチとして、A・F・K・オーガンスキーの権力移行理論と合流した。ジョージ・モデルスキーによって提唱された長期サイクル理論と、イマニュエル・ウォーラーステインが主張する世界経済理論がシステム学派における二つの主要なアプローチとして登場してきた。
チャールズ・キンドルバーガーは覇権安定論に密接に関係している研究者の一人である。事実、彼は覇権安定論の生みの親とみなされている。キンドルバーガーは、1973年の著書『大不況下の世界 1929-1939』で、世界恐慌をもたらした第一次世界大戦と第二次世界大戦の間の経済的混乱は、支配的経済を持つ世界的な指導国の欠如にその要因を求めることができると論じた。この考えは経済的思考以上のことに及んでいた。覇権安定論の背後にある中心的な考えは、政治であれ、国際法であれ、グローバル・システムの安定がシステムのルールを作り出し、執行する覇権国に依存しているというものである。
キンドルバーガーに加えて、覇権安定論の発展における重要な人物には、ジョージ・モデルスキー、ロバート・ギルピン、ロバート・コヘイン、スティーヴン・クラズナーたちが含まれる。

## 覇権国の台頭
国民国家が覇権国の水準へと台頭するために、十分な地政学的な安全を持たなくてはならない。多くの覇権国は、地理的にいえば半島国あるいは島国であり、この地理的な条件がより高い安全を提供している。また軍事力を展開する能力としての海軍力が不可欠である。
覇権国が半島国もしくは島国ではない場合もある。しかし、たとえばアメリカ合衆国は、事実上の島国である。第一に、二つの長い海岸線を持ち、第二に、隣国と同盟関係にあり、第三に核戦力および優れた空軍力が高度な安全を提供しているため、世界中のどの国よりもぬきんでた地位にある。
このような地政学的な状況だけが覇権国の要件ではない。覇権国は指導する意思、つまり覇権的レジームを創設する意思を持たなくてはならない。米国がリーダーシップの発揮を考えていた第一次大戦後、国内の政治圧力によって孤立主義的な対外政策を生んだ。
覇権国はまた指導する能力、つまりシステムのルールを執行する能力を持たなくてはならない。第一次大戦後の大英帝国は指導する意思を有していたが、指導するために必要な能力を欠いていた。国際システムに安定性をもたらす能力がなければ、大英帝国に世界恐慌や第二次大戦の勃発を防ぐためにできることはほとんどなかった。
最後に、覇権国は、ほかの大国や重要な国家アクターにとって相互に互恵的だとみなされる必要のあるシステムに関与しなくてはならない。
覇権国としての国家の能力を考えるとき、三つの属性が一般に必要とされる。
第一に、覇権国は巨大で成長する経済を持っていることが絶対的に必要である。これは、中華人民共和国が覇権国として米国を継承すると、多くの研究者や政策立案者たちが考える理由のひとつである。しかし、経済成長は持続可能な成長でなくてはならず、また中国はその成長を維持できるかどうかについていまだに懸念がある。
第二に、支配的な経済だけでは十分ではない。通常、すくなくとも主導的経済あるいは技術部門の一つにおいて圧倒的な優位が必要とされる。
最後に、覇権国は政治的強さ、つまり覇権国のレジームを支える新しい国際法や国際組織を創設する能力、および強力な軍事力を持たなくてはならない。政治的強さを通した国際法を促進する能力は遠方展開可能な軍事力によって支えられる。優れた海軍、あるいは空軍が必要とされる。

## 覇権安定論の学派
覇権は国際関係の重要な側面である。さまざまな学派や理論が覇権的アクターおよびその影響力を理解しようとして登場してきている。

### システム学派
トマス・マコーミックによると、システム学派の研究者や専門家たちは覇権を「生産、貿易、金融における教示的な経済的効率性の優位を単一の国家が保持していること」と定義する。さらに、覇権国の優位な地位は、地理、技術革新、イデオロギー、豊富な資源その他の要因の論理的な帰結であると考えられる。

#### 長期サイクル理論
1987年の著書『世界政治における長期サイクル』でこの考えを提示したジョージ・モデルスキーは、長期サイクル理論の主要な設計者である。長期サイクル理論は、戦争のサイクル、経済の優位、世界的指導国の政治的側面の間にある関連性を描写する。
長期サイクルあるいは長期波動は、世界戦争が起こり、英国や米国のような国家が秩序だった形で覇権を継承していく方法の慎重な探求を許可することによって、世界政治に関する興味深い視座を提供する。世界政治の長期サイクルとは、過去の世界政治のパターンであり、サイモン・クズネツの長期サイクル概念と混同してはならない。

### そのほかの覇権安定に関する見方

#### 新現実主義の覇権解釈
新現実主義は、覇権国がその利益に適う限りにおいてシステムを支えると論じる。システムは強制力によって作られ、維持される。覇権国は、その利益に沿わなくなったときには制度を侵食し始めるだろう。覇権国の衰退とともに、システムは不安定に陥っていく。 

#### 新自由主義の覇権解釈
新自由主義は、覇権国が制度を通じて公共財を提供し、すべての国家の最大利益のために行動すると論じる。覇権国は、「啓蒙された自己利益」によって動機付けられる。つまり覇権国は、すべてのアクターにとってよいことなので、コストを引き受ける。それによってすべてのアクターの利益でもあるシステムにおける安定性を作り出す。覇権国の衰退とともに、制度は自動的に死滅しない。その代わり、制度は独自の慣性を持つ。

## 米国はいまだに覇権国か?
覇権は、ある党派の選好がほかの党派の選好に勝る結果に影響を及ぼす能力とスーザン・ストレンジによって定義されたパワーを要求する。米国がいまだに覇権国かどうかという疑問は、米国がパワーを失ったのかどうかという疑問に結び付けられる。コヘインは、資源および生産に結び付けてパワーを考え、米国のGDPが他国と比べて低いので、それはパワーの喪失を意味する。
資源はパワーの重要な決定要因であるが、常にそうとは限らない。たとえば、西ヨーロッパを征服したドイツ軍は実際に相手国よりも少なかった。スーザン・ストレンジは米国がいまだに覇権国であると論じるためにこの論理を使っている。
米国が持っているパワーの形態の一つは構造的パワーである。エクソン・バルデス事件の後、米国は、いかなる石油タンカーも保険に加入することを求める国内法案を通過させた。たいていの石油運搬会社が海外にあるとしても、米国が世界で最も大きい石油市場であるので、この法律を遵守した。この非強制的あるいは魅力的なパワーの形態は、コヘインとナイのソフトパワー概念にとって重要である。
構造的パワーに加えて、米国は。多くの資源を有している。米国は、ペソ危機の際に単独でメキシコを助け、ロシアに単独で経済援助を提供した。米国は、また多くの諸国が自由市場を採用するように「説得」してきた。つまりIMFなどの機関を通して、ワシントンが必要だと信じる経済プログラムをラテンアメリカ諸国が採用するように後押しした。